# Ewa Siatkowska
Ewa Magdalena Siatkowska (ur. 18 lipca 1930 w Warszawie, zm. 27 grudnia 2020 tamże) – polska językoznawczyni, profesor nauk humanistycznych o specjalności językoznawstwo słowiańskie, slawistyka, leksykologia.

## Życiorys
Całe swoje życie zawodowe związała z Uniwersytetem Warszawskim. Pracę na Uniwersytecie Warszawskim rozpoczęła w 1952 w Seminarium Slawistycznym. Później zaś pracowała w Katedrze Filologii Słowiańskiej, Instytucie Filologii Słowiańskiej oraz w Instytucie Slawistyki Zachodniej i Południowej.
W 1965 obroniła rozprawę doktorską. Habilitowała się w 1976 na podstawie pracy Zachodniosłowiańskie zawołania na zwierzęta. Stan obecny, funkcje historyczne, stosunek do systemu językowego. 29 marca 1996 uzyskała tytuł naukowy profesora nauk humanistycznych.
W swoim dorobku ma 100 publikacji, w tym kilka książek. Jej prace były poświęcone językom zachodniosłowiańskim, czeszczyźnie i językom łużyckim. Interesowała się dziejami języka i leksykologią. Założycielka czasopisma „Zeszyty Łużyckie”.
Odznaczona Krzyżem Kawalerskim Orderu Odrodzenia Polski, Złotym Krzyżem Zasługi, Medalem Komisji Edukacji Narodowej.